# 갈드의 서
갈드의 서(아이슬란드어: Galdrabók 칼트라포우크[ˈkaltraˌpouːk])는 1600년경 작성된 아이슬란드의 마도서다.. 47개의 주문과 마법진이 수록되어 있다.
16세기 말엽붵 17세기 중반에 걸쳐 네 명의 필경사가 작성했다. 처음 세 명은 아이슬란드인이었고 마지막 한 명은 데인인이었다. 책에 수록된 주문들은 라틴어 및 룬마술 주문부터, 갈드라스타피르, 기독교의 신・성인・악마, 또는 노르드 신들에 대한 기도, 심지어 약초와 마도구의 사용법에 이르기까지 다양하다. 주문은 크게 방어용과 공격용으로 나뉘는데, 방어주술은 출산, 두통, 불면증, 감염, 배멀미 등의 문제상황을 막아주는 것들이었고, 공격주술은 공포를 불러일으키거나, 짐승을 죽이거나, 도둑을 찾거나, 남을 재우거나, 방귀가 나오게 하거나 하는 것들로 이루어져 있었다.
근대적인 단행본으로 처음 출간된 것은 1921년이었고, 1989년 스티븐 플라워스가 영어로 번역했다.

## 참고 자료
- Flowers, Stephen (1989). The Galdrabók: An Icelandic Grimoire. S. Weiser. ISBN 0-87728-685-X.
- Flowers, Stephen (1995). The Galdrabók: An Icelandic Book of Magic. Rûna-Raven Press. ISBN 1885972431.
- Lindqvist, Natan (1921). En isländsk svartkonstbok från 1500-talet. Uppsala: Appelberg.
- Sæmundsson, Matthías Viðar (1992). Galdrar á Íslandi: Íslensk galdrabók. Reykjavík: Almenna bókafélagið. ISBN 9979-4-0068-4.